# Športový klub Hornets Košice
Il Športový klub Hornets Košice ("Associazione sportiva Hornets Košice"; abbreviato in Š.K. Hornets Košice) è una società pallanuotistica di Košice, in Slovacchia.
Il club fu ufficialmente fondato nel 2003 da Miloslav Pinčák, Jozef Karabáš, Roman Poláčik e Konštantín Hudák, ed è l'erede dello scomparso ČH Košice.
La nuova società esordisce nella Extraliga slovacca, la massima divisione pallanotistica del paese, nella stagione 2005-2006, finendo al 5º posto. Il miglioramento è progressivo, e nella stagione successiva conquista il 2º posto per poi vincere finalmente il titolo nel 2007-2008. A questo punto diviene la forza dominante e incontrastata della pallanuoto slovacca, vincendo anche i campionati 2008-2009 e 2009-2010 senza mai perdere un solo incontro.
La squadra partecipa anche alla Euro Interliga in qualità di unica rappresentante del proprio paese. Nella prima edizione di tale manifestazione (2009-2010) chiuse al 5º posto su 10 partecipanti.

## Rosa 2018-2019
| N° |                       | Ruolo | Giocatore        |
| -- | --------------------- | ----- | ---------------- |
|    | Slovacchia (bandiera) |       | Tomas Baco       |
|    | Slovacchia (bandiera) |       | Branislav Balogh |
|    | Slovacchia (bandiera) |       | Samuel Baran     |
|    | Slovacchia (bandiera) |       | Peter Barger     |
|    | Slovacchia (bandiera) |       | Jakub Barla      |
|    | Slovacchia (bandiera) |       | Martin Binar     |
|    | Slovacchia (bandiera) |       | Miroslav Grutka  |
|    | Slovacchia (bandiera) |       | Tomas Hoferica   |
|    | Slovacchia (bandiera) |       | Stefan Hrehor    |
|    | Slovacchia (bandiera) |       | Juraj Hromada    |

| N° |                       | Ruolo | Giocatore            |
| -- | --------------------- | ----- | -------------------- |
|    | Slovacchia (bandiera) |       | Tomas Krempasky      |
|    | Slovacchia (bandiera) |       | Volodydyr Kryvolpaov |
|    | Slovacchia (bandiera) |       | Oleg Kucherenko      |
|    | Slovacchia (bandiera) |       | Michal Kusko         |
|    | Slovacchia (bandiera) |       | Martin Laciak        |
|    | Slovacchia (bandiera) |       | Adam Mitruk          |
|    | Slovacchia (bandiera) |       | Martin Suster        |
|    | Slovacchia (bandiera) |       | Ladislav Vidumansky  |
|    | Slovacchia (bandiera) |       | Volodymyr Voitenko   |
|    | Slovacchia (bandiera) |       | Andrej Zareva        |

| Allenatore: | Tomas Bruder |

## Palmarès

### Trofei nazionali
- Campionato slovacco: 7

2008, 2009, 2010, 2011, 2012, 2013, 2018
- Coppa di Slovacchia: 5

2008, 2009, 2011, 2018, 2020